# Ronald D. G. McKay
Ronald Davies Graham McKay ist ein britischer Molekularbiologe und Stammzellforscher an den National Institutes of Health in Bethesda, Maryland.

## Leben
McKay erwarb 1971 einen Bachelor und 1974 mit einer Arbeit über Struktur von Chromosomen und Organisation der Desoxyribonukleinsäure (DNA) einen Ph.D. an der University of Edinburgh. Nach einem Forschungsaufenthalt am Max-Planck-Institut für Biologie (heute Max-Planck-Institut für biologische Kybernetik) in Tübingen arbeitete er als Postdoktorand bei Edwin Southern an der MRC Mammalian Genome Unit in Edinburgh. Anschließend forschte er in der Abteilung von Walter Bodmer in der Abteilung für Biochemie der University of Oxford und bei Joseph Sambrook am Cold Spring Harbor Laboratory in Cold Spring Harbor, New York.
1984 erhielt McKay eine Professur für Humanbiologie und experimentelle Medizin am Massachusetts Institute of Technology in Cambridge, Massachusetts, bevor er 1993 Leiter des Labors für Molekularbiologie am National Institute of Neurological Disorders and Stroke, einer Einrichtung der National Institutes of Health, in Bethesda, Maryland, wurde. Seit 2003 ist McKay Leiter der Abteilung für humane Stammzellen der National Institutes of Health in Bethesda.

## Wirken
McKay untersucht mit genomischen und genetischen Methoden Entwicklung und Funktion von Stammzellen im Nervensystem von Mäusen und Menschen. Seine Arbeit ist grundlegend für das Verständnis der Proliferation und Differenzierung dieser Zellen. McKay konnte zeigen, dass Stammzellen synaptisch aktive Neuronen hervorbringen können und wendet dies für klinische Modelle neurodegenerativer Erkrankungen an.

## Auszeichnungen (Auswahl)
- 2002 Neuronal Plasticity Prize[1]
- 2003 Max-Delbrück-Medaille[2]
- 2004 Ernst Schering Preis[3]